# Francisco Vásquez de Coronado
Pour les articles homonymes, voir Vásquez (homonymie), Vázquez, Francisco Vázquez et Coronado.

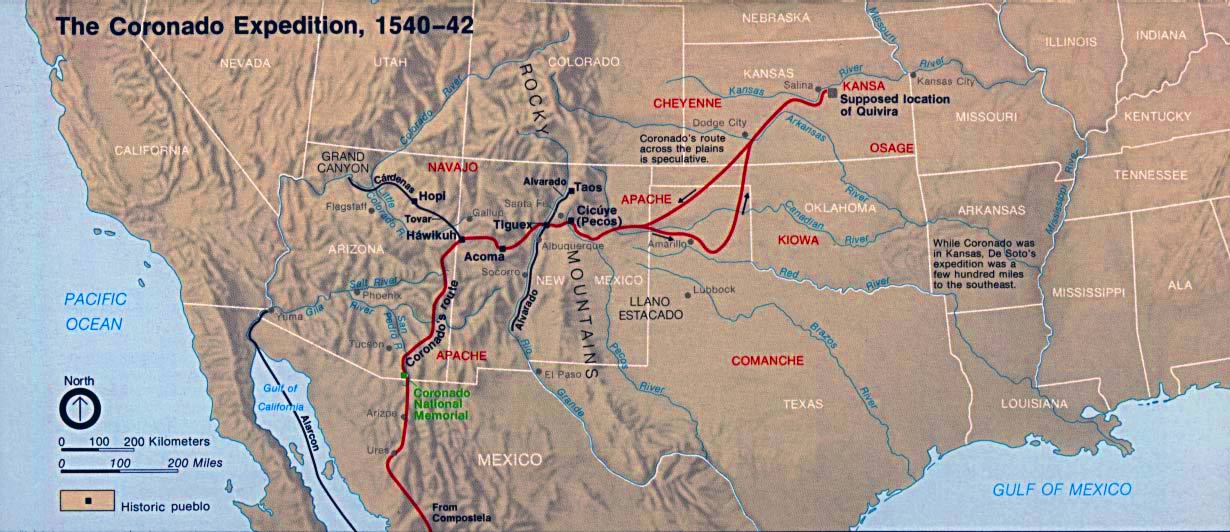
Expéditions de Coronado et de Hernando de Alarcón (1540-1542)

Francisco Vásquez de Coronado, né  en 1510 à Salamanque (royaume de Castille) et mort le 22 septembre 1554 à Mexico (Nouvelle-Espagne) est un conquistador espagnol, gouverneur de la Nouvelle-Galice de 1538 à 1544.
Fils d'un officier de la capitainerie générale de Grenade, détenue par la famille Mendoza à partir de 1492, il suit en Nouvelle-Espagne Antonio de Mendoza, nommé vice-roi en 1535. 
Vasquez de Coronado est particulièrement connu pour l'expédition qu'il conduit de 1540 à 1542 vers les supposées cités d'or (Cibola et Quivira) de la région de la rivière Gila, affluent du Colorado, parcourant les actuels États américains de l'Arizona et du Nouveau-Mexique, ainsi que du Texas et du Kansas.

## Biographie

### Origines et débuts
Issu d'une famille noble de Salamanque, Francisco est le deuxième fils de Juan Vasquez de Coronado, qui participe à la conquête du royaume de Grenade (1482-1492) et est ensuite officier de la capitainerie générale de Grenade (Capitania general de Granada), dirigée à partir de 1492 par Íñigo López de Mendoza y Quiñones (en), puis par ses descendants. 
Il est probable que Francisco Vasquez a passé son enfance à Grenade. 
N'étant pas héritier de la fortune familiale, il entre dans l'armée et suit Antonio de Mendoza, fils d'Inigo, quand il est nommé vice-roi de Nouvelle-Espagne en 1535, devenant le supérieur hiérarchique d'Hernán Cortés, capitaine général de la Nouvelle-Espagne depuis la conquête de l'Empire aztèque (1521).

### Dans le Nouveau Monde
Après son arrivée en Nouvelle-Espagne, Coronado connaît une ascension assez rapide. Il entre d'abord dans le Conseil urbain (Cabildo) de Mexico. 
Le vice-roi l'envoie en mission vers les mines de Lamatepec (actuel volcan Santa Ana, au Salvador), afin de mettre fin à l'agitation régnant parmi les esclaves noirs et travailleurs indiens. Il met fin à ce mouvement de révolte en obtenant par la torture la confession de quelques noirs. Le 10 décembre 1537, le vice-roi adresse à Charles Quint un rapport élogieux pour Vasquez de Coronado.
Il est ensuite chargé d'enquêter sur les conditions de travail des Indiens dans les mines d'argent de Sultepec (au sud-ouest de Mexico). Son rapport signale leur charge de travail comme excessive et lance une procédure devant l'audiencia pour absence d'enseignement de la religion chrétienne, contrairement au contrat d'encomienda.
En 1538, il épouse Béatrice de Estrada, fille du trésorier Alonso de Estrada et, à cette occasion, reçoit comme dot de son épouse l'encomienda de Tlapa (actuel État de Guerrero). Il achète aussi l'encomienda de Cutzamala.
En 1538 encore, il est nommé gouverneur de la Nouvelle-Galice, province (dite Reino de la Nueva Galicia) située au nord-ouest de Mexico (actuels États de Sinaloa et de Nayarit) en 1538.

### L'expédition vers Cibola (1540-1542)

#### La découverte de «Cibola»
En 1539, le Franciscain Marcos de Niza effectue à la demande du vice-roi Antonio de Mendoza un voyage d'exploration dans la région de l'actuel Arizona. Au retour, il affirme avoir découvert les cités d'or, notamment Cibola, villes mythiques dont la légende remonte au XIIe siècle.
Francisco Vasquez est alors chargé de diriger une expédition terrestre dans ces régions, avec l'appui d'une escadre commandée par Hernando de Alarcón. Les troupes de Vasquez sont composées de 340 Espagnols, de 300 auxiliaires indigènes et d'un millier d'esclaves indiens et africains. Avec ses navires, Hernando de Alarcon atteint le fond du golfe de Californie, déjà reconnu en 1539 par Francisco de Ulloa et navigue même sur le rio Colorado, jusqu'au confluent de la rivière Gila.
De son côté, Vasquez, qui a pour guide Marcos de Niza, suit la côte du golfe de Californie (la « mer de Cortés ») vers le nord, traverse la Gila et arrive en un lieu (indéterminé) supposé être « Cibola ». La déception est de taille : Cibola n'est en fait qu'un village d'Indiens zuñi. Marcos de Niza a manifestement affabulé : il est renvoyé à Mexico.

#### Explorations à partir de Cibola
Coronado s'empare de Cibola et explore six autres villages zuni. 
Il envoie Melchior Diaz à la rencontre de Hernando de Alarcón. 
Pedro de Tovar est envoyé vers le nord et entend parler d'une grande rivière un peu plus à l'ouest. García López de Cárdenas, envoyé à la recherche de ce cours d'eau, est le premier Européen à voir le Grand Canyon. 
Hernando de Alvarado est envoyé vers l'est et trouve des villages autour du Río Grande. Il s'installe dans l'un d'entre eux, Tiguex (aujourd'hui Bernalillo, près d'Albuquerque, au Nouveau-Mexique) pour passer l'hiver. Pendant cette période, les membres de l'expédition doivent repousser des attaques nombreuses d'Indiens.

#### L'expédition à Quivira (actuel Kansas)
Coronado rencontre alors un Indien (qu'il appelle « le Turc ») qui lui parle de Quivira, une terre riche située au nord-est. Il décide de partir à sa recherche, prenant cet Indien comme guide. Ils traversent le nord des actuels Nouveau-Mexique et du Texas actuel. Trouvant son guide peu fiable, Coronado le fait exécuter[réf. nécessaire].
D'autres indigènes lui permettent cependant d'atteindre Quivira, village proche de l'actuel Lindsborg (Kansas), mais c'est de nouveau une déception. Les Indiens quivira (aujourd'hui appelés Indiens wichita) ne sont pas riches, le village n'a que des huttes aux toits de chaume et il n'y a pas du tout d'or dans les parages. Coronado revient alors à Tiguex, où il a laissé le gros de ses forces et où il passe un nouvel hiver.
Les Indiens de cet endroit se réfugient dans un village fortifié, Moho, que les Espagnols assiègent. Il s'agirait du lieudit Pieras Marcadas, près d'Albuquerque, où les archéologues ont trouvé des éléments probants.

### Carrière ultérieure
En 1542, il retourne au Mexique par là où il était venu, mais avec seulement 100 hommes. Même si cette expédition a été un désastre (hormis la découverte du Grand Canyon), il reste gouverneur de Nouvelle-Galice jusqu'en 1544, puis il se retire à Mexico, où il meurt en 1554.

## Hommages et commémorations
- Coronado National Memorial, aire protégée, créée en 1952, située  en Arizona dans le comté de Cochise, à la frontière avec le Mexique
- le pic Coronado (Coronado peak) est situé à l'intérieur de ce parc, où se trouve un sentier Coronado Peak Trail.
- Coronado Historic Site à Bernalillo (Nouveau-Mexique)[6]
- En revanche, la ville de Coronado en Californie ne semble pas avoir été nommée en hommage à Francisco Vasquez de Coronado.

- Le canton Vasquez de Coronado, au Costa Rica, fait référence à Juan Vásquez de Coronado (en) (1523-1565), neveu de Francisco

### Autorité
- Notices dans des dictionnaires ou encyclopédies généralistes :   - American National Biography
  - Britannica
  - Brockhaus
  - Diccionario Biográfico Español
  - Dizionario di Storia
  - Enciclopedia De Agostini
  - Gran Enciclopèdia Catalana
  - Handbook of Texas Online
  - Internetowa encyklopedia PWN
  - Nationalencyklopedin
  - Proleksis enciklopedija
  - Store norske leksikon
  - Treccani
  - Visuotinė lietuvių enciklopedija
- Notices d'autorité :   - VIAF
  - ISNI
  - BnF (données)
  - IdRef
  - LCCN
  - GND
  - Espagne
  - Israël
  - NUKAT
  - Australie
  - Tchéquie
  - WorldCat